# Ołeh Miszczenko
Ołeh Wołodymyrowycz Miszczenko, ukr. Олег Володимирович Міщенко (ur. 10 października 1989 w Parchomiwce) – ukraiński piłkarz, grający na pozycji pomocnika lub napastnika.

## Kariera piłkarska

### Kariera klubowa
Wychowanek Dynama Kijów, barwy którego bronił w juniorskich mistrzostwach Ukrainy (DJuFL). 9 maja 2006 rozpoczął karierę piłkarską w trzeciej drużynie Dynama, a od sezonu 2006/07 występował w drugiej drużynie Dynama. Podczas przerwy zimowej sezonu 2007/08 przeniósł się do Metałurha Donieck. W Metałurhu występował przeważnie w składzie drużyny rezerwowej, dlatego latem 2008 został wypożyczony do Stali Ałczewsk, w której stał podstawowym piłkarzem klubu. W styczniu 2009 powrócił do Metałurha, a 2 maja 2009 debiutował w Premier-lidze. Latem 2011 został wypożyczony do pierwszoligowego klubu Howerła-Zakarpattia Użhorod, w którym występował do końca roku. W czerwcu 2012 ponownie został wypożyczony do Howerły Użhorod. W czerwcu 2013 podpisał kontrakt z Worskłą Połtawa. 9 lutego 2016 przeszedł do rosyjskiego Amkaru Perm. 11 sierpnia 2016 został wypożyczony do Illicziwca Mariupol. 28 listopada 2016 opuścił mariupolski klub. 14 sierpnia 2018 przeszedł do Polissia Żytomierz.

### Kariera reprezentacyjna
Był powoływany do juniorskich drużyn narodowych Ukrainy w różnych kategoriach wiekowych. Debiutował w reprezentacji Ukrainy U-15 12 sierpnia 2004 w meczu przeciwko rówieśników z Bułgarii. Ostatnia gra - mecz w drużynie juniorów Ukrainy U-19 przeciwko włoskiego zespołu. Ogółem we wszystkich juniorskich drużynach rozegrał 43 mecze, w których strzelił osiem goli.

## Sukcesy i odznaczenia

### Sukcesy klubowe
- finalista Pucharu Ukrainy: 2012